# Ruskeala
Ruskeala est une localité rurale située en République de Carélie (Russie).
La localité est une ancienne municipalité de Finlande de la province de Viipuri ; elle est annexée par l'Union soviétique en 1944 à la suite de la guerre de Continuation.
La kayakiste finlandaise Sylvi Saimo (1914-2004), championne olympique en 1952, est née à Ruskeala.